# ノルム代数
数学の特に函数解析学におけるノルム環（ノルムかん）またはノルム代数（ノルムだいすう、英: normed algebra; ノルム多元環、ノルム線型環）A は適当な位相体 K（とくに実数体 R または複素数体 C）上のノルム空間かつ多元環であって、そのノルムが
劣乗法性: {\displaystyle \|xy\|\leq \|x\|\|y\|\quad (\forall x,y\in A)}
を満たすものを言う。加えて、A が乗法単位元 1A を持つ（単位的多元環）ならば ‖ 1A ‖ = 1 も仮定することがある。

## 定義
ノルム代数は、ノルム体 K 上の K-代数 A と A 上定義されたノルム ‖ • ‖: A → R の組 (A, ‖ · ‖) で以下の性質を満たすものを言う:
- 独立性: {\displaystyle \|a\|=0\iff a=0\quad (\forall a\in A).}
- 斉次性: {\displaystyle \|\lambda a\|=|\lambda |\cdot \|a\|\quad (\forall \lambda \in \mathbb {K} ,\forall a\in A).}
- 劣加法性 (三角不等式): {\displaystyle \|a+b\|\leq \|a\|+\|b\|\quad (\forall a,b\in A).}
- 劣乗法性: {\displaystyle \|a\cdot b\|\leq \|a\|\cdot \|b\|\quad (\forall a,b\in A).}

上の三つの条件は A が線型空間として K-ノルム空間を成すことを言うものである。最後の「乗法的」な条件は A の乗法に関するものだが、加法に関する三角不等式の乗法的対応物であり、文献によってはこれを乗法的三角不等式 (multiplicative triangle inequality) とも称する。この条件により A の乗法の連続性が保証され、ノルム代数 A は位相線型環になる。
上記の劣乗法性がより強く等号で成り立つ（つまり、ノルムが乗法的となる）とき乗法的ノルム代数とも呼ぶが、乗法的ノルム代数は必ず可除となり、したがって乗法的ノルム代数とノルム多元体（さらに強く、バナッハ多元体）は等価な概念を定める。

## 例
- もっとも重要なノルム代数の例はバナッハ代数、すなわちノルム完備なノルム代数である。
- 絶対値をノルムに持つ位相体 K はそれ自身ノルム代数である。
- 一変数多項式環 K[X] に ‖ p ‖ ≔ supx∈[0,1] |p(x)| で定義されるノルムのもと完備でないノルム代数をなす。

## 性質
- ノルム代数 A のノルムはノルム位相（ドイツ語版）と呼ばれる位相を定義する。ノルムの性質によりノルム代数の任意の代数演算が連続となることが直ちに従う:{\displaystyle {\begin{aligned}&a_{n}\to a,\,b_{n}\to b,\,\lambda _{n}\to \lambda \quad (a_{n},a,b_{n},b\in A,\,\lambda _{n},\lambda \in \mathbb {K} )\\&\qquad \implies \lambda _{n}a_{n}\to \lambda a,\,a_{n}+b_{n}\to a+b,\,a_{n}\cdot b_{n}\to a\cdot b\quad ({\text{as }}n\to \infty )\end{aligned}}}（極限は A のノルム位相に関してとる）
- ノルム代数の各代数演算は、あきらかにその完備化にまで延長することができ、この完備化ノルム代数はバナッハ代数になる。したがって、任意のノルム代数は何らかのバナッハ代数に含まれる。

## 単位元添加
（単位的とは限らない）任意の K-ノルム代数 A は、その「単位化」(unitalization) の閉イデアルになる。この「単位化」は線型空間の直和 A ⊕ K 上にノルムと積を
{\displaystyle (a,\lambda )(b,\mu )=(ab+\lambda b+\mu a,\lambda \mu ),\quad \|(a,\lambda )\|=\|a\|+|\lambda |}
入れて得られる単位的ノルム代数である（ただし、ノルムは max(‖ a ‖, |λ|) など同値なノルムに取り換えてよい）。
バナッハ代数の単位化はふたたびバナッハである。
C*-環の単位化は自然な対合とノルム ‖ (a,λ) ‖ = supb∈A,‖ b ‖≤1 ‖ ab + λb ‖ のもとで C*-環である。例えば、X を局所コンパクト空間とするとき、X 上の連続なスカラー値函数で無限遠で消えているもの全体に一様収束のノルムを入れた C*-環 C0(X) の単位化は X のアレクサンドロフコンパクト化 X+ 上の連続函数環 C(X+) である。その具体例として C0(ℝn) の単位化は C(Sn) になる。

## 応用
ノルム代数はバナッハ代数ほどには重要でないが、それでもバナッハ代数論における構成には、初めにノルム代数に関して行って、その後で完備にする手順を踏むものがある。例えば帰納極限完備化としてのAF環、C*-環の極大テンソル積、調和解析におけるコンパクト台付き連続函数の環の完備化としての函数環 L1(G) の定式化など。
バナッハ代数論における多くの定理が、成立に完備性が効いてくるので、一般のノルム代数に対しては成り立たない。先の例で K[X] は、一点における評価写像 K[X] → K; p ↦ p(2) が不連続準同型である。また、定数でない多項式 p ∈ K[X] に対し、σK[X](p) を λ1 − p が可逆でないような λ ∈ K 全体の成す集合とすれば、これはコンパクトでない。これらの現象はどちらもバナッハ代数では起こりえない。

## 局所バナッハ代数
ある種の応用に対しては弱い形の完備性条件を考えることもある。ノルム代数 A が局所バナッハ代数 (local Banach algebra) であるとは、それが正則汎函数計算で閉じているときにいう。より具体的に、a ∈ A に対して σ(a) を完備化 A の中でとったスペクトルとし、f が σ(a) の近傍で定義された正則函数で f(0) = 0 を満たすものとすれば、A が単位元を持たないならば、 f(a) は A に属する。ここに f(a) は A における正則汎函数計算で得られている。
例えば X が局所コンパクトハウスドルフ空間のとき、複素数値コンパクト台付き連続函数 X → C 全体の成すノルム代数 Cc(X) は局所バナッハ代数になる。そしてX がコンパクトでないときは Cc(X) はバナッハ代数でない。
上記とは異なる意味で、バナッハ代数の帰納極限であることを「局所」バナッハ代数と定義することもある。そのような代数が正則汎函数計算で閉じていることは、正則汎函数計算は帰納極限の各ステップに適用すればよく、各ステップでは実際にバナッハ代数を対象にすることから明らかである。

## 注